# Jeritaszardakan állomás
A Jeritaszardakan állomás (örményül: Երիտասարդական) a jereváni metróvonal egyik állomása a Marsall Bagramján és a Köztársaság tér megállók között.
Ez az állomás a jereváni metró egyik regrégebbi állomása, amely 1982. március 7-én nyitotta meg kapuit.

## Dizájn

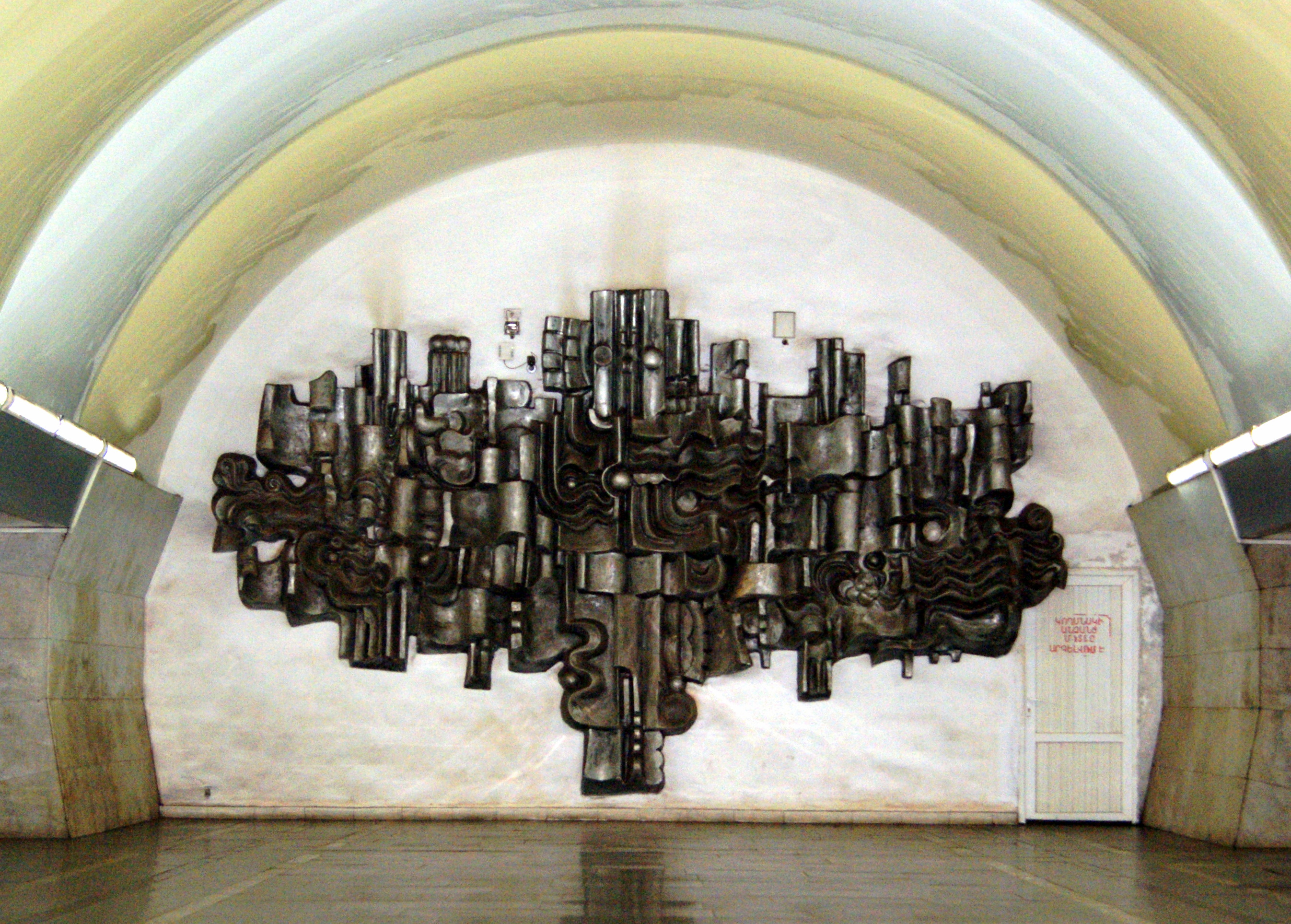
Az Ifjúság dombormű

A váróterem oszlopait függőleges díszítő fémhálók díszítik, melyek az oszlopokba szerelt szellőzőberendezéseket takarják. A falon Ruzan Kjurkcsján szobrász Ifjúság elnevezésű domborműje található.
Az állomás hosszú folyosója jobbra fordul, és egy háromsoros mozgólépcsővel végződik. A föld feletti épület egyedi szerkezetű: az épületből ferdén egy széles, üvegfalú cső jön ki, amely a mozgólépcsők folytatásának tűnik. A felfelé tartó utasok látják a napfényt és az eget

## Elhelyezkedés
Az állomás a Ring Park és az Abovján, Terján, Iszahakán és Moszkovján utcák találkozásánál található, Jereván egyik legforgalmasabb helyszínén. Az állomás közelében található a Köztársasági Nyilvános Könyvtár, Műszaki-, Orvosi-, Állatorvosi- és Nemzetgazdasági Intézet, az Állami Egyetem, több műszaki iskola, egy egyedülálló ókori kéziratmúzeum és egy kutatóközpont, a Matenadaran, az Akadémiai Opera- és Balettszínház, a Nagy Hangversenyterem és a Drámaszínház. Számos kulturális központ található a közelben: Hovhannesz Tumanján költő, Mártirosz Szárján művész, Aram Hacsaturján zeneszerző házmúzeuma, Jervand Kocsár stúdió-múzeuma, Kamarazene Háza és a Nairi mozi.

## Galéria

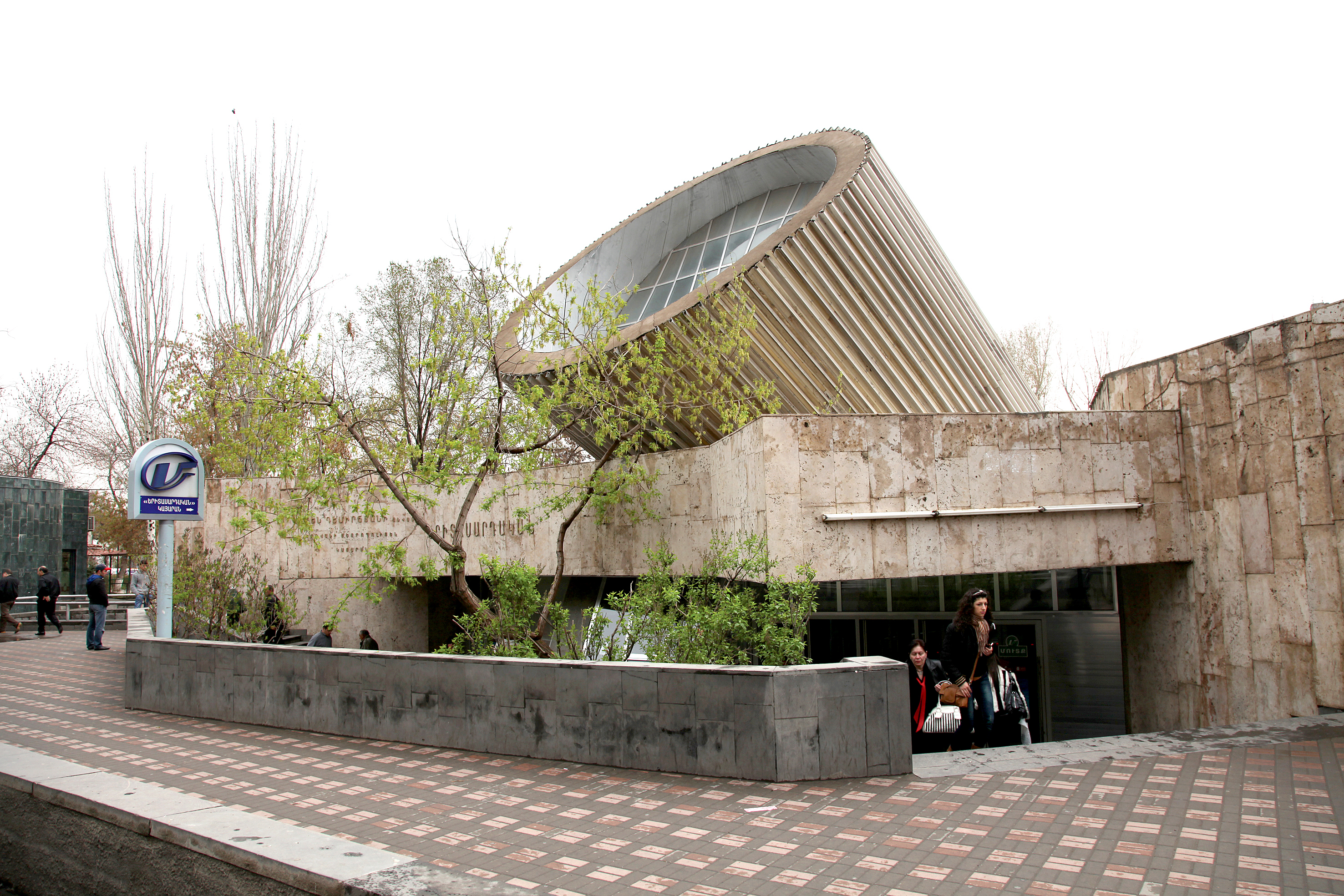
Az állomás bejárata
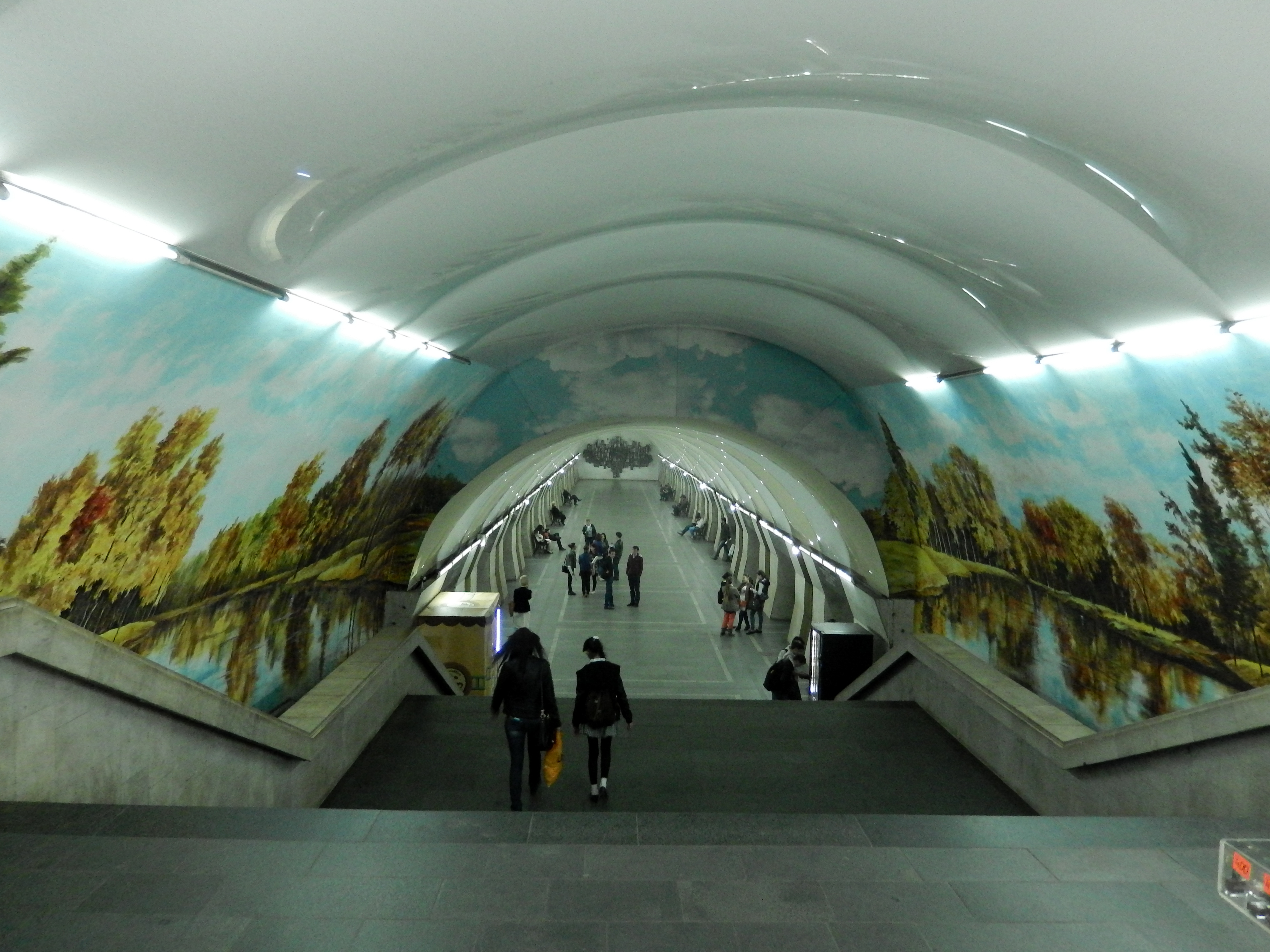
Az állomás belülről